# Copa de Croacia de balonmano
Copa Croata de Balonmano (en croata: Hrvatski rukometni kup) es una competencia nacional de balonmano a nivel de equipos regulada por la Federación Croata de Balonmano. Se celebra anualmente desde la independencia de Croacia en 1991. Dicha copa sucedió a la Copa de balonmano Yugoslavia.

## Palmarés
- 1992: RK Zagreb
- 1993: RK Zagreb
- 1994: RK Zagreb
- 1995: RK Zagreb
- 1996: RK Zagreb
- 1997: RK Zagreb
- 1998: RK Zagreb
- 1999: RK Zagreb
- 2000: RK Zagreb
- 2001: RK Metković
- 2002: RK Metković
- 2003: RK Zagreb
- 2004: RK Zagreb
- 2005: RK Zagreb
- 2006: RK Zagreb
- 2007: RK Zagreb
- 2008: RK Zagreb
- 2009: RK Zagreb
- 2010: RK Zagreb
- 2011: RK Zagreb
- 2012: RK Zagreb
- 2013: RK Zagreb
- 2014: RK Zagreb
- 2015: RK Zagreb
- 2016: RK Zagreb
- 2017: RK Zagreb
- 2018: RK Zagreb
- 2019: RK Zagreb
- 2021: RK Zagreb
- 2022: RK Zagreb
- 2023: RK Zagreb
- 2024: RK Zagreb

## Títulos por equipo
| Club        | Títulos | Años |
| ----------- | ------- | --- |
| RK Zagreb   | 30      | 1992, 1993, 1994, 1995, 1996, 1997, 1998, 1999, 2000, 2003, 2004, 2005, 2006, 2007, 2008, 2009, 2010, 2011, 2012, 2013, 2014, 2015, 2016, 2017, 2018, 2019, 2021, 2022, 2023, 2024 |
| RK Metković | 2       | 2001, 2002 |